# Råneå
Råneå es una localidad perteneciente al municipio de Luleå, condado de Norbotnia, provincia de Norbotnia, Suecia.

## Superficie
Cuenta con una superficie de 2,430 kilómetros cuadrados.

## Demografía
Hasta 2020 la población era de 2031 habitantes, con una densidad de población de 835,8 habitantes por kilómetro cuadrado. Con una estructura demográfica conformada por 984 hombres que representan el 48,4% y 1047 mujeres para un 51,6% de la población total. De estos, el 19,6% corresponden a menores de edad y personas de 0-19 años, 49,7% a personas entre 20-64 años y el 30,7% a personas de 65 o más años.
| Gráfica de evolución demográfica de Råneå entre 1990 y 2020 |
|                                                             |
| Datos según la Oficina Central de Estadísticas de Suecia.   |